# روح دوستداشتنی

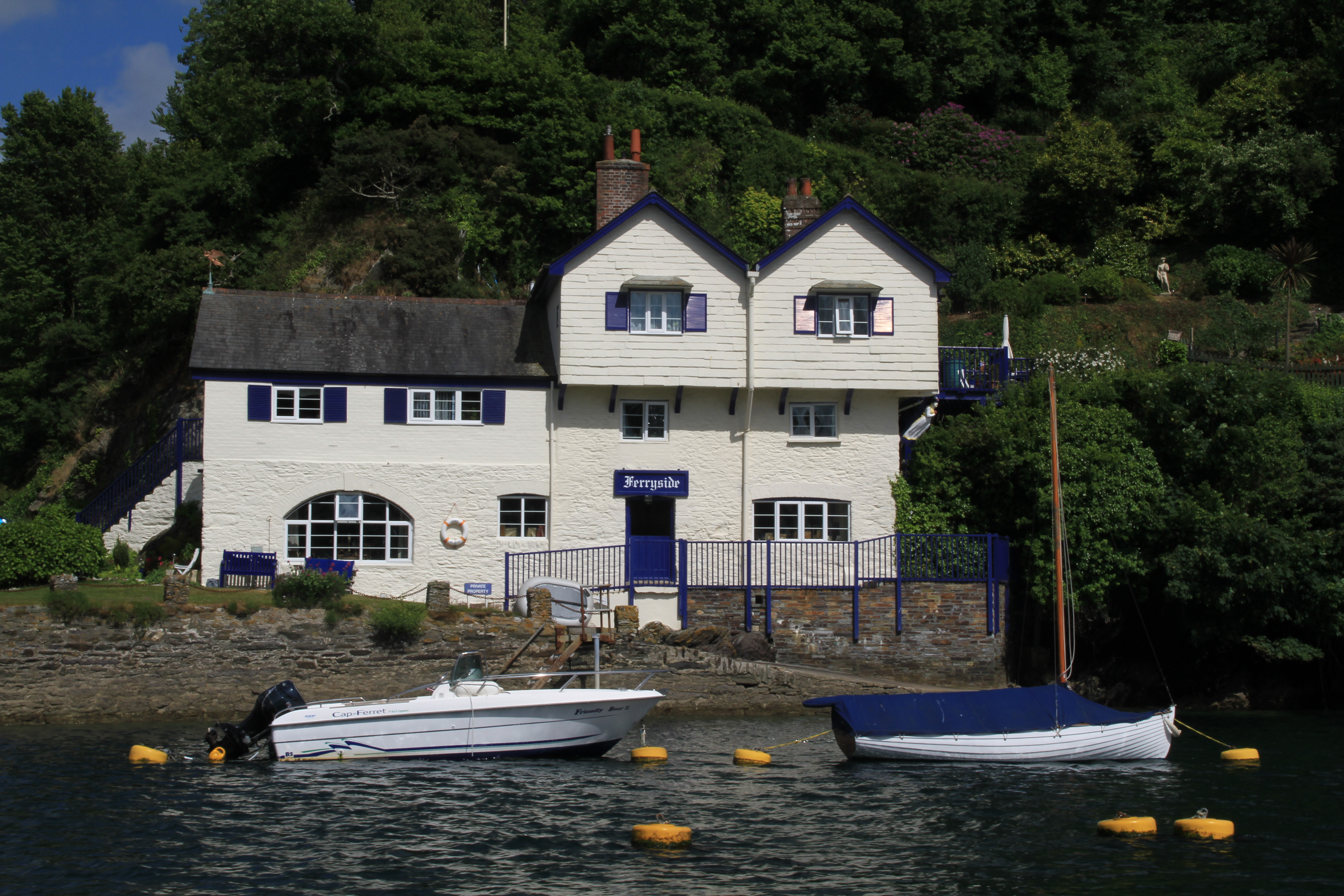
خانه فریساید، جایی که در آن رمان روح دوستداشتنی نوشته شد.

روح دوستداشتنی نخستین رمان دافنه دوموریه است که ویلیام هاینمان آن را در سال ۱۹۳۱ منتشر کرد. نام کتاب برگرفته از شعری اثر امیلی برونته است.
دافنه دوموریه در اکتبر ۱۹۲۹ در فریساید، خانه تفریحی دوموریه‌ها در بودینیک کورن‌وال، کار نگارش این کتاب را آغاز کرد. فریساید نزدیک شهر بندری پلروان و مقابل شهر فوی بر کرانه جنوبی کورن‌وال واقع شده‌است.

## خلاصه داستان
این رمان، داستان چهار نسل از خانواده کومب را روایت می‌کند: ژانت کومب، ژوزف کومب، کریستوفر کومب و ژانی‌فر کومب.
کتاب بر اساس رویدادهای واقعی شکل گرفته‌است، اما اسامی تغییر کرده‌اند و نام شهر پلروان به پلین و خانواده اسلید به کومب تغییر یافته‌است.
این رمان ژانت را زن جوانی معرفی می‌کند که با توماس کومب، یک سازنده کشتی در پلین، ازدواج می‌کند. آنها چند فرزند دارند و پسرها تجارت خانوادگی را در پیش می‌گیرند، به‌جز فیلیپ که یک کارمند دفتری در اداره پست محلی است؛ و ژوزف که ژانت را دوست دارد و شوق رفتن به دریا را دارد. فیلیپ در تمام فصل‌های کتاب حضور پررنگ دارد و به عنوان یک نیروی تاریک، جدا و دور از بقیه خانواده به تصویر کشیده شده‌است.
فوی یک بندر شلوغ در آن زمان بود و ژوزف روزگار خود را به خدمت در دریا بر روی یک کشتی تجاری می‌گذراند. با گذشت زمان، ژوزف گواهی مهارت خود را می‌گیرد و خانواده‌اش موافقت می‌کنند کشتی خودشان را بسازند و نام آن را ژانت کومب می‌گذارند و هدایت آن را ژوزف بر عهده می‌گیرد. تراژدی هنگامی آغاز می‌شود که ژانت در روز به‌آب انداختن کشتی در اثر بیماری قلبی که داشت، درمی‌گذرد.
بعد از آن کتاب به ژوزف می‌پردازد. او بیشتر وقت خود را در دریا می‌گذراند و بعدها با سوزان کلین ازدواج می‌کند. جاه‌طلبی او برای جوان‌ترین پسرش، کریستوفر، این است که راه او را دنبال کند. هنگامی که کریستوفر نفرت خود را از دریا اعلام می‌کند و اختلاف بین پدر و پسر به‌وجود می‌آید، این نقشه‌ها خنثی می‌شوند. کریستوفر بعداً هنگام بارگیری در لندن، ژانت کومب را ترک می‌کند و ژوزف از شنیدن این خبر پریشان‌خاطر می‌شود و از ارتباط بیشتر با کریستوفر خودداری می‌کند. به‌دنبال مرگ سوزان، همسر ژوزف، رقابت میان او و برادرش فیلیپ بر سر خواستگاری از یک دختر قوت می‌گیرد. ژوزف برنده این میدان می‌شود، اما کم‌کم ضعف بینایی مانع از رفتن او به دریا می‌شود و این فکر و خیال، روان او را پریشان و متزلزل می‌سازد. زن جوان او نیز هنگام زایمان می‌میرد. صدای مادر مرحومش ژانت را می‌شنود که او را می‌خواند و در قلعهٔ خرابه بر روی صخره او را ملاقات می‌کند. وقتی بازمی‌گردد، برادرش فیلیپ ترتیبی می‌دهد که او به تیمارستان منتقل شود.
کریستوفر با همسر و فرزندانش به کورن‌وال بازمی‌گردد، اما پدرش ژوزف در زمان بازگشت او درگذشته است. کریستوفر با عمویش فیلیپ تماس می‌گیرد و دربارهٔ دارایی پدرش و سهم خود از کشتی گفتگو می‌کند. فیلیپ که در کار کشتی به جایگاه ارشد رسیده‌است، چنین می‌گوید که هیچ چیز باقی نمانده و سهم‌ها برای پرداخت هزینه‌های تیمارستان استفاده شده‌است. فیلیپ در کار کشتی‌سازی چندان سررشته ندارد و همین‌طور هیچ‌یک از بستگانش. او دستور تعمیر یک کشتی را می‌دهد و سپس از پرداخت خودداری می‌کند. همین موجب نابودی کسب و کار خانوادگی آنها می‌شود. در پایان بخش سوم کتاب، کریستوفر در حالی که سعی دارد ژانت کومب را که در هوای بد نزدیک ورودی بندر گرفتار شده‌است، نجات دهد، می‌میرد. او کشتی آسیب‌دیده را به‌قیمت جانش حفظ می‌کند و با ذکر این که او به ترس خود از دریا فائق آمده‌است، داستانش پایان می‌یابد. کشتی ژانت کومب هرگز دیگر به دریانوردی نمی‌رود.
بخش چهارم کتاب دربارهٔ ژانی‌فر کومب، دختر کریستوفر است. او را مادرش از پلین به لندن برده‌است و همیشه شوق بازگشت به پلین را دارد تا اینکه در سن ۱۹ سالگی بازمی‌گردد و به‌دنبال انتقام از فیلیپ است که رفتار بی‌رحمانه‌ای با پدر و پدربزرگش داشته‌است. ژانی‌فر این کار را با دوستی کردن با فیلیپ انجام می‌دهد و سپس به‌سرعت ثروت انبوه او را در جهت نوسازی و امور مفید دیگر خرج می‌کند. در همان موقع، او با پسرعموی دور خود، ژان، در همان محلی که کشتی ژانت کومب رها شده بود، ملاقات می‌کند. داخل کشتی، او نامه‌های بازنشده از پدرش کریستوفر به پدر او را می‌یابد. کتاب با خودکشی فیلیپ و تلاش او برای کشتن ژانی‌فر خاتمه می‌یابد. ژانی‌فر را ژان نجات می‌دهد و آنها در کلیسای لانتگلوس با هم ازدواج می‌کنند. آخر کتاب، بازتابی از روز عروسی ژانت کومب است.

## پس‌زمینه
دافنه دوموریه نخستین رمان خود را پس از آن می‌نویسد که به‌طور اتفاقی در کلبه پونت کریک از کشتی شکسته جین اسلید که نامش از ژانت کومب (اسلید) گرفته شده‌است، اطلاع می‌یابد. او به پژوهش دربارهٔ تاریخچه خانواده اسلید و داستان ژانی‌فر تا سال ۱۹۲۹، یعنی همان سالی که کتابش را نوشت، می‌پردازد.
سردیس جلوی کشتی ژانت کومب از کشتی برداشته شده و در فریساید بر روی یک تیرک قرار گرفته‌است. این سردیس، هنگام عبور از خانه فریساید از سمت رودخانه و حتی از سمت گذرگاه کشتی‌ها در فوی قابل رؤیت است. حوالی کلیسای لانتگلوس جایی هست که ژانت کومب (اسلید) در آنجا ازدواج کرده‌است و جایی که ژانت و سایر اعضای خانواده‌اش به خاک سپرده شده‌اند.
دافنه دوموریه در سال ۱۹۳۳ در همان کلیسا با فردریک براونینگ که پس از خواندن کتاب روح دوستداشتنی تصمیم گرفته بود از فوی بازدید نماید، ازدواج می‌کند.

## ترجمه به فارسی
این کتاب در ایران با عنوان زنجیر عشق به فارسی ترجمه شده‌است. براساس پایگاه کتابشناسی کتابخانه ملی ایران تاکنون سه ترجمه از این کتاب به زبان فارسی منتشر شده‌است.